# Premios Odeón
Los Premios Odeón son una serie de galardones que otorga anualmente la Asociación de Gestión de Derechos Intelectuales (AGEDI) en colaboración con Productores de Música de España (PROMUSICAE), Sociedad General de Autores y Editores (SGAE ), Fundación Autor y Sociedad de Artistas de España (AIE) para reconocer lo mejor de la música española y premiar el talento de los artistas españoles en una diversidad de géneros y categorías. Por la implicación de estas asociaciones, los Premios Odeón son considerados el equivalente español a los Premios Grammy. La ceremonia de presentación anual presenta actuaciones de artistas destacados y la entrega de premios que tienen más interés popular. 
Los Premios Odeón se consideran los sucesores de los Premios Amigo y los Premios de la Música, que fueron cancelados en 2007 y 2012 respectivamente.

## Historia
La crisis financiera española provocó la falta de interés e inversión en la industria musical del país, ya que el panorama musical también parecía borroso y bastante decepcionante. En 2007, los Premios Amigo, que y fueron entregados por la Asociación Fonográfica y Videográfica Española, celebraron su última entrega después de estar ausentes desde 2003 debido a una crisis interna en la industria musical española de 2004 a 2006. Respectivamente, en 2012, la última entrega de los Premios de la Música se celebraron en Madrid. Su cancelación estuvo motivada al igual que la de su contraparte.
En diciembre de 2019, aprovechando el futuro de la industria musical española por la adaptación de los servicios de streaming, el auge de la música urbana y una nueva oleada de artistas y músicos, la Asociación de Gestión de Derechos Intelectuales (AGEDI) formada por la principales discográficas del país, anunciaron la creación de una nueva ceremonia de premiación. La elección del nuevo nombre viene dada por el origen de la música, ya que Odeón era el nombre que los griegos daban al templo en el que se realizaban espectáculos musicales. Y porque Odeón también fue el nombre de la mítica discográfica que sacó los primeros discos de pizarra a doble cara. En esta nueva versión de los premios, los ganadores se eligen además de sus éxitos en la lista, junto con los votos del público.

## Ceremonias
| No. | Año  | Fecha         | Presentador(es) | Lugar del evento | Transmisión                    | Audiencia        | Ref.   |
| --- | ---- | ------------- | --------------- | ---------------- | ------------------------------ | ---------------- | ------ |
| 1   | 2020 | 20 de enero   | Quequé          | Teatro Real      | La 1 Radio 3 TVE Internacional | 1 327 000 (9,3%) | [ 5 ]  |
| 2   | 2021 | 10 de marzo   | Quequé          | Evento virtual   | Anunciado vía redes sociales   | N/A              | [ 8 ]  |
| 3   | 2022 | 15 de marzo   | Cristinini      | Evento virtual   | Twitch                         | N/A              | [ 9 ]  |
| 4   | 2023 | 27 de abril   | N/A             | Sin ceremonia    | N/A                            | N/A              | [ 10 ] |
| 5   | 2024 | 7 de marzo    | N/A             | Sin ceremonia    | N/A                            | N/A              | [ 11 ] |
| 6   | 2025 | 18 de febrero | N/A             | Sin ceremonia    | N/A                            | N/A              | [ 12 ] |

## Categorías
Los diferentes galardones se dividen en dos partes, los Premios Odeón, los primeros son elegidos entre un cruce de las votaciones del público en la web y el criterio del comité organizador, los objetivo son elegidos por cada escucha, cada visualización, y cada álbum comprado hasta el día de la gala.
Las categorías son:
- General
  - Canción del año
  - Álbum del año
  - Mejor videoclip
- Pop
  - Mejor canción pop
  - Mejor álbum pop
  - Artista Odeón pop
  - Artista Odeón revelación pop
- Rock
  - Mejor canción rock
  - Mejor álbum rock
  - Artista Odeón rock
  - Artista Odeón revelación rock
- Urbano
  - Mejor canción urbana
  - Mejor álbum urbano
  - Artista Odeón urbano
  - Artista Odeón revelación urbano
- Alternativa
  - Mejor canción alternativa
  - Mejor álbum alternativo
  - Artista Odeón alternativo
  - Artista Odeón revelación alternativo
- Flamenco
  - Mejor canción flamenca
  - Mejor álbum flamenco
  - Artista Odeón flamenco
  - Artista Odeón revelación flamenco
- Internacional
  - Mejor canción internacional
  - Mejor álbum internacional
  - Artista Odeón internacional
  - Artista Odeón revelación internacional
- Latina
  - Mejor canción latina
  - Mejor álbum latino
  - Artista Odeón latino
  - Artista Odeón revelación latino

### Premios especiales
Además de las categorías competitivas, la academia presenta cada año premios especiales:
- Premio de Honor: Adicionalmente a estas categorías, en cada edición se hará entrega de un Premio de Honor, con el que «la industria reconocerá anualmente la trayectoria de un artista cuya carrera haya marcado un hito en la historia musical española». 
  - 2020 José Luis Perales
  - 2021 Raphael
  - 2022 Joan Manuel Serrat
  - 2025 Manolo Díaz

Premios de la Música:
| Año  | Artista          |
| ---- | ---------------- |
| 2003 | Miguel Ríos      |
| 2005 | Rocío Dúrcal     |
| 2006 | Silvio Rodriguez |
| 2007 | Pedro Iturralde  |
| 2008 | Joaquín Díaz     |
| 2009 | Pablo Guerrero   |
| 2010 | Peret            |
| 2011 | Carmen Linares   |
| 2019 | Camilo Sesto     |

| Año  | Artista               |
| ---- | --------------------- |
| 1997 | Joan Manuel Serrat    |
| 1998 | Enrique Morente       |
| 1999 | Duo Dinámico          |
| 2000 | Maria Dolores Pradera |
| 2001 | Alberto Cortez        |
| 2002 | Paco de Lucía         |
| 2003 | Miguel Ríos           |
| 2004 | Monserrat Caballé     |
| 2005 | Augusto Algueró       |
| 2006 | Raphael               |
| 2007 | Raimon                |
| 2008 | Manuel Alejandro      |
| 2009 | Teresa Berganza       |
| 2010 | Juan Carlos Calderón  |
| 2011 | Isabel Pantoja        |

- Premios Amigo:
  - 1997 Ricky Martin
  - 1998 Alejandro Sanz, Mecano (banda)
  - 1999 Tina Turner, Joan Manuel Serrat
  - 2000 Luz Casal
  - 2001 Manolo García, Rosana
  - 2002 Álex Ubago, Marta Sánchez
  - 2003 Pasión Vega
  - Del 2004 al 2006 debido a la crisis de la industria no se concedieron los Premios Amigo
  - 2007 Luis Eduardo Aute
  - 2008 Fueron suspendidor para siempre
  - 2020 Premios Odeón

## Artistas más galardonados
| Número de canciones | Artista(s)  | Categorías |
| ------------------- | ----------- | --- |
| 7                   | Aitana      | Artista revelación Odeón Mejor canción pop (x2) Artista Odeón pop Mejor canción internacional Mejor álbum pop Mejor canción alternativa |
| 6                   | Quevedo     | Álbum del año Canción del año Videoclip del año Mejor canción urbana (x2) Mejor álbum urbano                                            |
| 3                   | Arde Bogotá | Artista revelación rock Mejor canción rock (x2)                                                                                         |
| 3                   | Bizarrap    | Canción del año Videoclip del año Mejor canción latina                                                                                  |
| 3                   | Rosalía     | Álbum del año Videoclip del año Mejor canción pop                                                                                       |
| 3                   | Saiko       | Artista revelación urbano Álbum del año Mejor canción urbana                                                                            |